# Theta Tau
ΘΤ (Theta Tau) est une  « fraternité » d'ingénieurs des deux sexes aux États-Unis. Le but de Theta Tau est de développer et maintenir un haut niveau d'intérêt professionnel parmi ses membres, et de les unir dans un lien fort de camaraderie fraternelle.

## Histoire
Créée en 1904 par Erich J. Shrader, Elwin L. Vinal, William M. Lewis et Isaac B. Hanks, élèves ingénieurs à l'université du Minnesota, elle compte aujourd'hui plus de 60 « chapitres » dans les différentes universités américaines, et des membres issus d'un peu partout dans le monde. C'est la plus vieille fraternité d'ingénieur au monde, et la plus grande. Elle compte environ 30 000 membres. Le quartier général est placé à Austin, au Texas. Les couleurs officielles de Theta Tau sont Or et Bordeaux. La fleur officielle est la Jacqueminot. Sa devise est : « Tout ce que ta main trouve à faire avec ta force, fais-le » ; Ecclésiaste 9:10.
Un alumni (membre à vie) célèbre de cette fraternité est par exemple l'astronaute Joe Engle, Z56, le commandant de la navette spatiale Discovery.
Cette fraternité concentre l'activité de ses membres sur trois domaines principaux. 
• Le premier concerne le bénévolat, où chaque chapitre tente de faire une différence dans la communauté qui l'entoure en dévouant du temps et de l'effort dans des organisations caritatives. 
• Le deuxième domaine concerne la profession d'ingénieur, où diverses formations sont proposées aux membres afin d'améliorer leur professionnalisme, et de les aider à s'orienter.
• Enfin le dernier domaine est de renforcer les liens fraternels entre les membres. Ceci afin qu'ils s'aident dans toutes les facettes de leur vie, autant sociale que professionnelle.

## Symboles
- symbole : Marteau et pinces, roue dentée
- couleurs : Bordeaux Or
- fleur : Jacqueminot
- pierre : Grenat